# Нузроль
Нузро́ль (фр. Nouzerolles, окс. Noseròles) — коммуна во Франции, находится в регионе Лимузен. Департамент коммуны — Крёз. Входит в состав кантона Бонна. Округ коммуны — Гере.
Код INSEE коммуны — 23147.

## Население
Население коммуны на 2010 год составляло 104 человека.
| 1962 | 1968 | 1975 | 1982 | 1990 | 1999 | 2010 |
| ---- | ---- | ---- | ---- | ---- | ---- | ---- |
| 230  | 196  | 176  | 139  | 111  | 100  | 104  |

## Экономика
В 2010 году среди 48 человек трудоспособного возраста (15—64 лет) 37 были экономически активными, 11 — неактивными (показатель активности — 77,1 %, в 1999 году было 53,1 %). Из 37 активных жителей работали 31 человек (17 мужчин и 14 женщин), безработных было 6 (4 мужчины и 2 женщины). Среди 11 неактивных 1 человек был учеником или студентом, 7 — пенсионерами, 3 были неактивными по другим причинам.